# Böckelsberg
Der Böckelsberg ist die ursprüngliche Bezeichnung einer Erhebung in Weimar. Es ist der südliche Anstieg aus dem Ilmtalgraben auf die Höhen der Ilm-Saale-Kalkplatte. Im heutigen Verständnis erstreckt der Böckelsberg sich vor allem über das Gebiet zwischen dem Kirschbachtal im Westen und der Zöllnerstraße im Osten. In diesem Bereich liegt auch das Hasenwäldchen. Es ist bebaut mit Gärten, Ein- und Zweifamilienhäusern und Wohnblocks. Den Untergrund bilden Geschiebemergel, Sande und Kiese. und Schichten des unteren Keuper. im Bereich der nordöstlichen Verwerfung. Diese Erhebung wird auch Gelmerodaer Berg genannt.
Diese Erhebung hieß 1424 „von dem Halsgerichte an dem Botelsberg“. Damit ist diese als einstige Richtstätte bezeichnet. Die Bezeichnung letztlich kommt von den Gerichtsdienern her, den Bütteln oder Schergen, die dem Henker zudiensten waren, weshalb er auch Bottelsberg hieß. Zwischen 1634 und 1737 erfolgte die Umdeutung in Böckelsberg. In diesem Bereich liegt in der Windmühlenstraße die Villa Sauckel.